# Kiln Theatre
Il Kiln Theatre, precedentemente noto come Tricycle Theatre, è un teatro sito a Kilburn, nel quartiere londinese di Brent. Aperto nel 1980, il teatro ha ospitato le prime di numerose opere teatrali di drammaturghi contemporanei di rilievo, tra cui Lynn Nottage, Patrick Barlow, Simon Stephens, Roy Williams, Lolita Chakrabarti, Alexi Kaye Campbell, Florian Zeller e Ayad Akhtar.

## Storia
Il teatro aprì sulle Kilburn high Road nel 1980 come sede stabile della Wakefield Tricycle Company, una compagnia teatrale specializzata nel portare sulle scene l'opera di voce emergenti della drammaturgia contemporanea. Dopo aver ottenuto il permesso e i fondi dal Consiglio della Grande Londra, il Tricycle Theatre aprì i battenti come un teatro in grado di ospitare 235 spettatori. Dopo i danni procurati da un incendio nel 1987, il teatro fu ricostruito e riaprì nel 1989. Negli anni successivi il teatro fu ampliato e nel 1998 fu aggiunto un cinema per 300 spettatori. Nel 2016 il teatro fu ristrutturato e riaprì al pubblico nel settembre 2018, questa volta ampliato con l'aggiunta di una nuova sala per il teatro da 292 posti. Sempre nel 2018 il teatro fu ribattezzato Kiln Theatre.